# Мулен (округ)
Муле́н (фр. Moulins) — округ (фр. Arrondissement) во Франции, один из округов в регионе Овернь. Департамент округа — Алье. Супрефектура — Мулен.
Население округа на 2006 год составляло 105 957 человек. Плотность населения составляет 35 чел./км². Площадь округа составляет всего 2996 км².